# In Victory
In Victory är ett internationellt metal projekt under ledning av den spanska gitarristen Víctor Angulo González. In Victory beskriver sitt sound som uplifting metal; som en kombination av power metal, symphonic metal, detta med en inspirerande och motiverande lyrisk inställning.

## Historia
In Victory släppte sin första EP, Uplifting Metal, 2019, i samarbete med Samy Saemann (ex- Freedom Call) och Glyndwr Williams (Power Quest).
De har sedan släppt en EP med titeln Ecstasy of the Enlightened, 2020; singeln, The Prophecies Will Unfold (Orchestral Version), i samarbete med Rikard Sundén (ex- Sabaton), Örebro studentsångare och Örebro Akademisk Orkester; singeln The Pulse of the Heart; och singeln Here We Stand.

## Medlemmar
In Victorys kreativa kärna består av gitarristen och kompositören Víctor Angulo González och trummisen och producenten Topias Kupiainen. Den senare är också en del av den finska gruppen Arion och är ljudtekniker i Stratovarius, gruppen där hans bror, Matias Kupiainen, är gitarrist.